# New Chapel Hill, Texas
New Chapel Hill là một thành phố thuộc quận Smith, tiểu bang Texas, Hoa Kỳ. Năm 2010, dân số của xã này là 594 người.

## Dân số
- Dân số năm 2000: 553 người.
- Dân số năm 2010: 594 người.